# João Jones Gonçalves da Rocha
João Jones Gonçalves da Rocha (Recife, 7 de janeiro de 1898 – 6 de outubro de 1950) foi um médico e político brasileiro.
Filho de Francisco Carvalho Gonçalves da Rocha e Maria Nazaré Gonçalves da Rocha. Formado em medicina pela Faculdade de Medicina do Rio de Janeiro. Foi eleito deputado federal constituinte na Assembleia Nacional Constituinte em 1934 Foi eleito senador pelo Distrito Federal nas eleições gerais no Brasil em 1935.